# Sorótxinsk
Sorótxinsk (en rus Сорочинск) és una ciutat de l'óblast d'Orenburg, a Rússia. És sobre el riu Samara, un afluent del Volga, a 151 al nord-oest d'Orenburg. Sorótxinsk fou fundada el 1737 com una fortalesa amb el nom de Sorótxinskaia. El nom provenia d'un afluent del Samara, el Soroka. Poc després va crear-se un poblat al voltant, amb el nom de Sorótxinskoie. Durant la revolta de Pugatxov fou presa i destruïda pels rebels el 1774. Més endavant va perdre el seu paper defensiu i va esdevenir una localitat normal. El 1876 va ser connectada amb el ferrocarril, que va propiciar el comerç i la indústria en la població. Va rebre l'estatus de ciutat el 1945 i va ser aleshores rebatejada amb el nom de Sorótxinsk.
| 1939   | 1959   | 1970   | 1979   | 1989   | 1996   | 2002   | 2008   | 2009   | 2011   |
| ------ | ------ | ------ | ------ | ------ | ------ | ------ | ------ | ------ | ------ |
| 17.900 | 19.400 | 23.200 | 24.700 | 26.721 | 29.600 | 30.136 | 29.214 | 29.233 | 30.136 |